# Кеплерова супернова
SN 1604, такође позната као Кеплерова супернова, Кеплерова Нова или Кеплерова звезда, била је супернова типа Iа  која се појавила у Млечном путу, у сазвежђу Змијоноша. Појавила се 1604. године, и то је најновија супернова у галаксији Млечни пут која је примећена голим оком. Она се јавља не даље од 6 килопарсека (20.000 светлосних година ) од Земље. Пре усвајања тренутног система именовања за супернове, добила је име по Јохану Кеплеру, немачком астроному који ју је описао у Де Стела Нова.

## Опсервација
Видљива голим оком, Кеплерова звезда је на свом врхунцу била светлија од било које друге звезде на ноћном небу, са привидном магнитудом од -2,5. Била је видљиво током дана више од три недеље. Записи о њеном присуству на небу постоје у европским, кинеским, корејским и арапским историјским списима.
|  |

Била је то друга супернова која је посматрана у генерацији (након SN 1572 који је видео Тихо Брахе у Касиопеји). Од тада нису са сигурношћу примећене никакве даље супернове у Млечном путу, иако су многе друге изван галаксије виђене још од S Андромеде 1885. SN 1987А у Великом Магелановом облаку је била је видљива голим оком.
Постоје докази за две супернове Млечног пута чији би сигнали стигли до Земље c. 1680. и 1870. – Касиопеја А, односно G1,9+0,3. међутим, не постоје историјски докази ни за шта откривено тих година, вероватно зато што их је упијање међузвездане прашине учинило блеђим.
Остатак Кеплерове супернове сматра се једним од прототипских објеката те врсте и још увек је предмет многих проучавања у астрономији.

## Контроверзе
Астрономи тог времена (укључујући и Кеплера) били су забринути за посматрање коњункције Марса и Јупитера, коју су видели у време повољне коњункције повезане, по њиховом мишењу, са Витлејемском звездом . Међутим, облачно време је спречило Кеплера да изврши било каква небеска посматрања. Без обзира на то, његове колеге астрономи Вилхелм Фабри, Мајкл Местлин и Хелисеј Рослин успели су да изврше посматрања 9. октобра, али нису снимили супернову. Прво забележено посматрање у Европи било је Лудовико деле Коломбе у северној Италији 9. октобра 1604. Кеплер је могао да започне своја запажања тек 17. октобра док је радио на царском двору у Прагу за цара Рудолфа II . Супернова је накнадно добила име по њему, иако он није био њен први посматрач, пошто су његова посматрања пратила објекат читаву годину. Ова запажања су описана у његовој књизи Де Стела нова ин педе Серпентари („О новој звезди у стопалу Змијоноше“, Праг 1606).

### Контроверза Деле Коломбе-Галилео
Деле Коломбе је 1606. објавио Дискурс Лодовика деле Коломбеа у којем показује да „Звезда која се недавно појавила у октобру 1604. није ни комета ни нова звезда“ и где је бранио аристотеловско виђење космологије након што је Галилео Галилеј искористио прилику супернове да изазове Аристотелов систем. Опис Галилејевих тврдњи је следећи:
Галилеј је објаснио значење и релевантност паралаксе, известио да Нова не показује ништа, и закључио, као извесно, да се налази иза Месеца. Овде је можда стао, испаливши своју једину стрелу. Уместо тога, он је скицирао теорију која је уништила аристотеловски космос: Нова се врло вероватно састојала од велике количине ваздушног материјала који је излазио из земље и сијао рефлектованом сунчевом светлошћу, попут аристотеловских комета. За разлику од њих могао је да се уздигне и иза Месеца. Не само да је донела промену на небу, већ је то учинила провокативно уносећи кварљиве земаљске елементе у чисту квинтесенцу. То је подигло небеске потенцијале. Међузвездани простор би могао бити испуњен нечим сличним нашој атмосфери, као у физици Стоика, на коју се Тихо осврнуо у свом дугачком извештају о новој из 1572. И ако је материјал небеског свода подсећао на материјал тела овде испод, теорија кретања изграђена на искуству са објектима који су нам на дохвату могла би се применити и на небеске области. „Али нисам толико храбар да мислим да ствари не могу да се одвијају другачије од начина на који сам навео.

### Контроверза Кеплер-Рослин
У Кеплеровој Де Стела Нова (1606), он је критиковао Рослина у вези са овом суперновом. Кеплер је тврдио да је Рослин у својим астролошким предвиђањима издвојио само две комете, Велику комету из 1556. и једну из 1580. године. Рослин је то потврдио 1609. године. Када му је Кеплер одговорио касније те године, једноставно је истакао да би укључивањем ширег спектра података Рослин могао дати бољи аргумент.

## Остатак супернове
Остатак супернове SN 1604, Кеплерова звезда, откривен је 1941. у опсерваторији Маунт Вилсон као тамна маглина са сјајем од 19 mag. Само филаменти могу бити видљиви на дневној светлости, али то је снажан радио извор и извор X-зрака. Његов пречник је 4 arc min. Процене удаљености га постављају између 3 и више од 7 килопарсека (10.000 до 23.000 светлосних година), при чему је тренутни консензус растојање од 5±1 kpc, из 2021.
Доступни докази подржавају супернову типа Iа као извор овог остатка, који је резултат интеракције белог патуљка од угљеник-кисеоника са пратећом звездом. Интегрисани X спектар подсећа на остатке Тихoове супернове, такође супернове типа Iа. Обиље кисеоника у односу на гвожђе у остатку SN 1604 је углавном соларно, док би сценарио колапса језгра требало да произведе много већу количину кисеоника. Није идентификован ниједан преживели централни извор, што је у складу са догађајем типа Iа. Најзад, и историјски записи о сјају овог догађаја су у складу са суперновом типа Iа.
Постоје докази за интеракцију избацивања из супернове са циркумзвезданом материјом из прогениторске звезде, што је неочекивано за тип Iа, али је примећено у неким случајевима.  Верује се да је прамчани удар који се налази северно од овог система настао губитком масе пре експлозије. Посматрања остатка су у складу са интеракцијом супернове са биполарном планетарном маглином која је припадала једној или обема претходницaма. Остатак није сферно симетричан, што је вероватно због тога што је прогенитор био одбегли звездани систем. Прамчани удар је узрокован интеракцијом звезданог ветра који напредује међузвезданим медијумом. Остатак богат азотом и силицијумом указује на то да се систем састојао од белог патуљка са еволуираним пратиоцем који је вероватно већ прошао кроз асимптотичку фазу џиновске гране.